# Kölber Dezső
Kölber Dezső János (Budapest, 1874. november 4. – Budapest, 1945. február 27.) magyar festőművész, rajztanár.

## Életpályája
A budapesti Mintarajziskolában tanult 1890–1905 között; mesterei: Székely Bertalan és Lotz Károly voltak. Ezután a budapesti Iparrajziskolában tanított. 1907-től a Műcsarnok kiállításain szerepelt.
Akvarelleket festett, valamint freskókat és oltárképeket készített. Főként mozaikkartonjai váltak ismertté. Az első világháború alatt csataképeket festett.

## Családja
Szülei: Kölber János és Fillinger Mária voltak. Felesége Langheinrich Gizella volt.
Sírja a Farkasréti temetőben található (6/8-1-126).

## Köztéri művei
Alkotásainak képei és adatai a Köztérkép.hu oldalon:
- A Magyarországi Munkások Rokkant- és Nyugdíjegylete székházának homlokzati dísze (Budapest, 1906)[10]
- Napóra (Budapest, 1906)
- A Kossuth-mauzóleum mozaikképei (Budapest, 1909)
- Szent József-plébániatemplom üvegablakai (Budapest)
- Szent Család (Budapest, 1917)
- Magyarok Nagyasszonya (Békéscsaba, 1932)